# Етифоксин
Етифоксин (англ. Etifoxine, лат. Etifoxinum) — синтетичний препарат, що за хімічним складом є похідним бензоксазину та належить до групи транквілізаторів (анксіолітиків). Етифоксин застосовується перорально. Етифоксин уперше синтезований у лабораторії компанії «Hoechst» у 60-х роках ХХ століття, проте у зв'язку із нижчим ефектом у порівнянні з препаратами групи бензодіазепінів він тривалий час майже не застосовувався. Виробництво препарату розпочалось у Франції з 1979 року, пізніше, після встановлення факту того, що етифоксин має нижчу кількість побічних ефектів при його застосуванні, він був схвалений для застосусування у низці європейських країн, проте не отримав схвалення FDA у США.

## Фармакологічні властивості
Етифоксин — лікарський засіб, що належить до групи транквілізаторів. Механізм дії препарату полягає у подвійній взаємодії з ГАМК-рецепторами, зокрема він взаємодіє з рецепторами в алостеричному центрі постсинаптичних рецепторів гамма-аміномасляної кислоти з субодиницями β2 і β3, проте місце його зв'язування відрізняється від місця зв'язування з рецепторами препаратів з групи бензодіазепінів; етифоксин також сприяє підвищенню кількості вироблених нейростероїдів у мозку, які є позитивними алостеричними модуляторами ГАМК-рецептора. Окрім цього, за припущеннями частини дослідників, етифоксин зв'язується з білком TSPO на зовнішній поверхні мітохондрій, що також опосередковано взаємодіє з ГАМК-рецепторами. Етифоксин зменшує відчуття страху і тривожності, покращує сон, не має міорелаксуючого ефекту, не погіршує когнітивні функції мозку, та не викликає залежності. Етифоксин застосовується при різноманітних неврозах та неврозоподібних станах, що супроводжуються відчуттям страху і неспокою, підвищенням подразливості та роздратуванням, у тому числі при соматоформних захворюваннях, ефективність етифоксину при тривожних неврозах є вищою, чим частини препаратів з групи бензодіазепінів (зокрема гідазепаму). хоча й етифоксин позиціонується як препарат із низьким числом побічних ефектів, при його застосуванні можуть спостерігатися важкі токсичні ураження печінки.

### Фармакокінетика
Етифоксин добре і швидко всмоктується після перорального застосування, біодоступність препарату точно не встановлена. Максимальна концентрація етифоксину в крові спостерігається протягом 2—3 годин після прийому препарату. Етифоксин проникає через плацентарний бар'єр. Препарат метаболізується у печінці з утворенням як активних, так і неактивних метаболітів. Виводиться етифоксин з організму переважно у вигляді метаболітів із сечею, частково виводиться також із жовчю. Період напіввиведення препарату становить 6 годин.

## Показання до застосування
Етифоксин застосовується при різноманітних неврозах та неврозоподібних станах, що супроводжуються відчуттям страху і неспокою, підвищенням подразливості та роздратуванням, у тому числі при соматоформних захворюваннях.

## Побічна дія
Етифоксин позиціонується як препарат, при застосуванні якого спостерігається незначна кількість побічних ефектів. Найчастішими побічними явищами при застосуванні препарату є сонливість, шкірний висип, лейкоцитокластичний васкуліт, набряк Квінке, кропив'янка, синдром Стівенса-Джонсона, анафілактичний шок, свербіж шкіри, набряк обличчя, цитолітичний гепатит, лімфоцитарний коліт, міжменструальні кровотечі в жінок.

## Протипокази
Етифоксин протипоказаний при підвищеній чутливості до препарату, міастенії, шоковому стані, важких порушеннях функції печінки або нирок, вагітності та годуванні грудьми, особам до 18 років.

## Форми випуску
Етифоксин випускається у вигляді желатинових капсул по 0,05 г.